# Суворово (Нижегородская область)
Суворово — село в Дивеевском районе Нижегородской области. Входит в состав Глуховского сельсовета.

## География
Расположено в 12 км к северо-востоку от села Дивеева по левую сторону шоссе Арзамас — Дивеево. И в 41 км от города Арзамаса.

## История

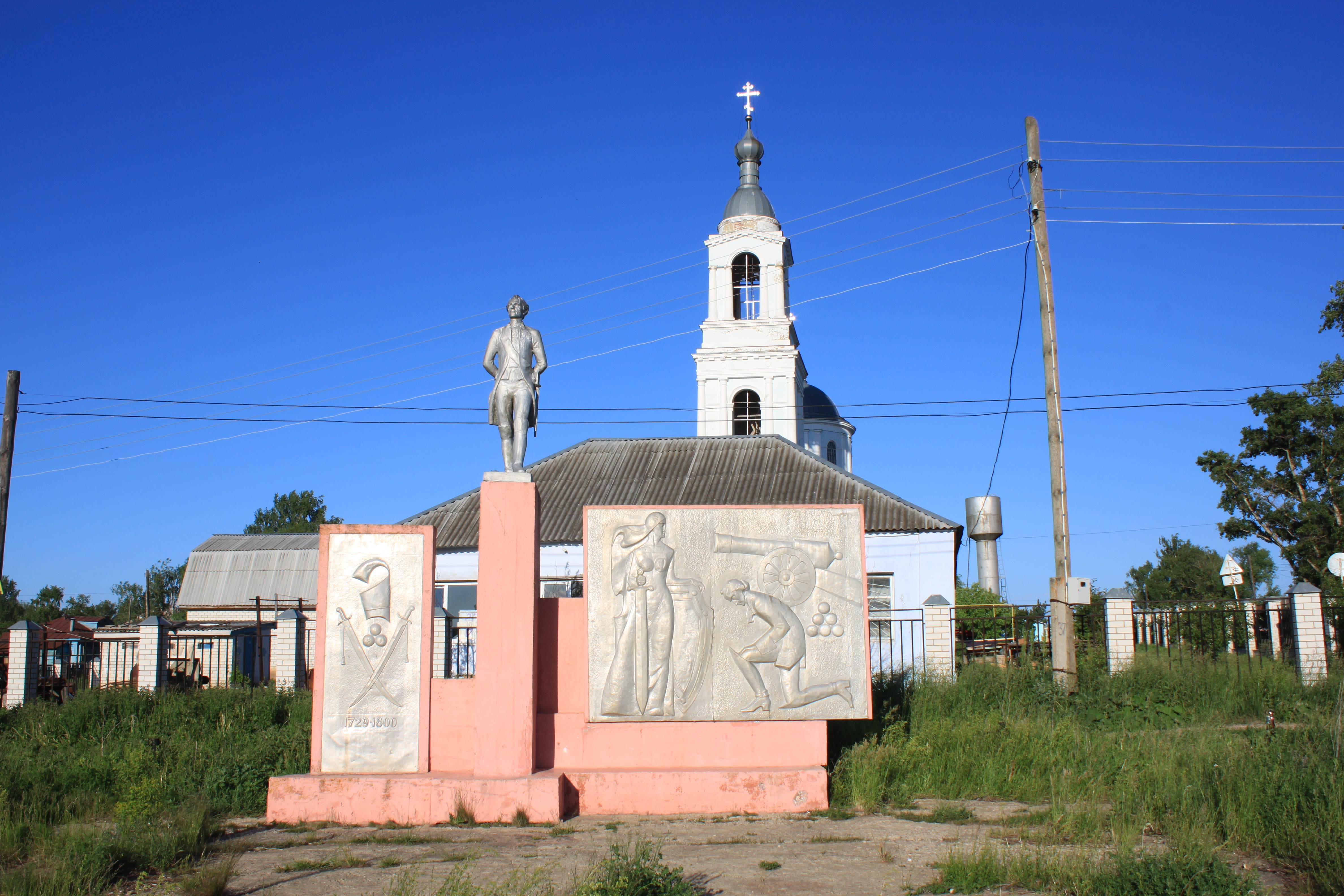
Памятник А. В. Суворову

Село ранее носило названия Пуза (как и протекающая рядом река) или Страхово. В середине XIX в. оно относилось к Ардатовскому уезду, в нём насчитывалось 265 дворов и 1687 душ, облагаемых налогом. Жители села занимались шерстобитством и портняжеством.
В 1919 году в селе были казнены мученицы Евдокия, Дария, Дария и Мария, прославленные на церковном соборе в 2000 году; их мощи ныне покоятся в Успенском храме села.
6 сентября 1965 года Указом Президиума ВС РСФСР село Пуза переименовано в Суворово.

Улица в Суворово

## Население
| 2002 | 2010 |
| ---- | ---- |
| 646  | ↘637 |